# Saugnacq-et-Muret
Saugnacq-et-Muret är en kommun i departementet Landes i regionen Nouvelle-Aquitaine i sydvästra Frankrike. Kommunen ligger i kantonen Pissos som tillhör arrondissementet Mont-de-Marsan. År 2022 hade Saugnacq-et-Muret 1 298 invånare.

## Befolkningsutveckling
Antalet invånare i kommunen Saugnacq-et-Muret
Referens:INSEE